# Пам'ятки архітектури Петрівського району
У Петрівському районі Кіровоградської області на обліку перебуває 8 пам'яток архітектури.
| № пп | Найменування пам’ятки           | Датування        | Місцезнаходження пам’ятки       | Охорон. номер |
| ---- | ------------------------------- | ---------------- | ------------------------------- | ------------- |
| 1    | Земська лікарня                 | 1905 р.          | смт Петрово, вул. Ілліча, 1     | 366-Кв        |
| 2    | Будинок амбулаторії             | 1909 р.          | смт Петрово, вул. Ілліча, 1     | 367-Кв        |
| 3    | Житловий будинок                | 1911 р.          | смт Петрово, вул. Ілліча, 1     | 368-Кв        |
| 4    | Середня школа                   | 1954 р.          | смт Петрово, вул. Ілліча, 38    | 369-Кв        |
| 5    | Покровська церква               | п. 20 ст. (1820) | смт Петрово, вул. Ілліча, 57Б   | 370-Кв        |
| 6    | Гребля Іскрівського водосховища | 1950 р.          | на річці Інгулець               | 406-Кв        |
| 7    | Хрестовоздвиженська церква      | 1910 р.          | с. Іскрівка, пров. Шкільний, 5  | 407-Кв        |
| 8    | Свято-Покровська церква         | 1901 р.          | с. Чечелієвка, вул. Шкільна, 17 | виявлена      |
|      |                                 |                  |                                 |               |